# Цифрове радіо

Країни, де поширене цифрове радіомовлення DAB, DAB+, та DMB

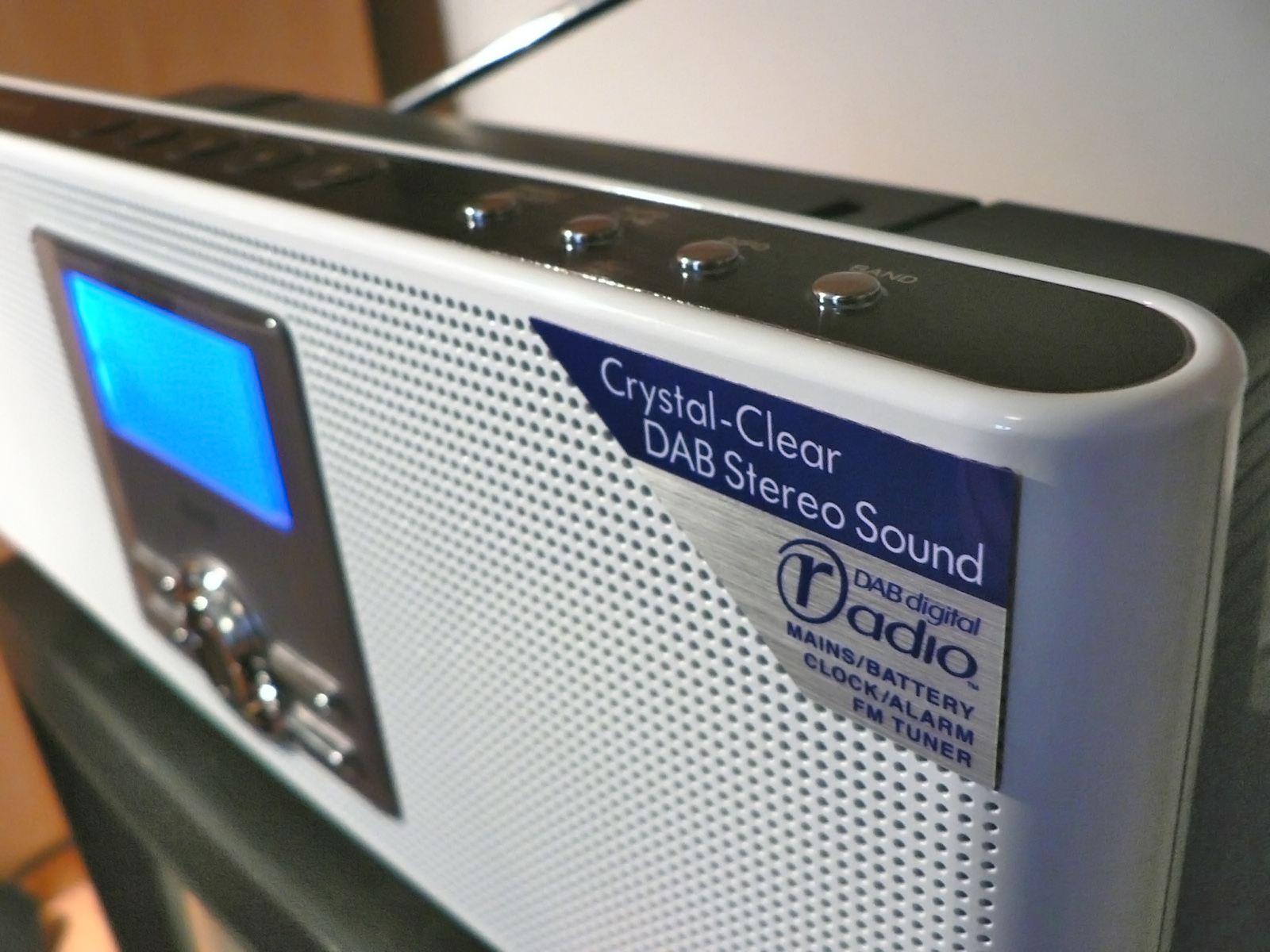
Цифровий радіоприймач

Цифрове́ ра́діо — технологія бездротової передачі цифрової інформації за допомогою електромагнітних хвиль радіодіапазону.

## Переваги та недоліки
- Крім звуку можуть передаватися тексти, картинки та інші дані.
- Слабкі радіоперешкоди ніяк не змінюють звук.
- Більш економічне використання частотного простору за допомогою передачі сигналів.
- Потужність передавача може бути скорочена у 10—100 разів.
- Відтворений звук — цифровий, з характерними шумами, як в mp3-плеєрі.
- Відчутно вища якість звуку порівняно з FM-радіостанціями.

У 2010-х у багатьох країнах світу проводилися «польові випробовування».
11 червня 2018 року в Києві розпочато тестову трансляцію 9 радіоканалів у форматі DAB+.

## Впровадження DAB/DAB+ в Україні
У Києві мовлення за технологією DAB+ ведеться на каналі 11D (222,064 МГц), формат HE-AAC, бітрейт 64 кбіт/с.
Станом на початок 2022 року, мовлення ведуть канали:
- Українське радіо
- Радіо Промінь
- Радіо Культура
- Радіо Армія ФМ
- Радіо Мейдан
- Прямий ФМ
- Просто Раді.О
- Радіо Маямі
- Радіо Марія

Технічно мовлення здійснює Концерн радіомовлення, радіозв'язку та телебачення, використовуючи 1 передавач (вул. Дорогожицька).

## Способи прослуховування цифрового радіо

### Приймачі
Найпростішим способом прослуховування DAB/DAB+ каналів є використання приймачів на базі RTL2838U.[джерело?]

### Програми
Цифрове радіо можна прослуховувати за допомогою таких застосунків:
- welle.io (Windows/Linux/MacOS X)
- Qt-Dab

### Частоти радіоканалів
| Блок | Частота/MHz |
| ---- | ----------- |
| 5A   | 174.928     |
| 5B   | 176.640     |
| 5C   | 178.352     |
| 5D   | 180.064     |
| 6A   | 181.936     |
| 6B   | 183.648     |
| 6C   | 185.360     |
| 6D   | 187.072     |
| 7A   | 188.928     |
| 7B   | 190.640     |
| 7C   | 192.352     |
| 7D   | 194.064     |
| 8A   | 195.936     |
| 8B   | 197.648     |
| 8C   | 199.360     |
| 8D   | 201.072     |
| 9A   | 202.928     |
| 9B   | 204.640     |
| 9C   | 206.352     |
| 9D   | 208.064     |
| 10A  | 209.936     |
| 10B  | 211.648     |
| 10C  | 213.360     |
| 10D  | 215.072     |
| 10N  | 210.096     |
| 11A  | 216.928     |
| 11B  | 218.640     |
| 11C  | 220.352     |
| 11D  | 222.064     |
| 11N  | 217.088     |
| 12A  | 223.936     |
| 12B  | 225.648     |
| 12C  | 227.360     |
| 12D  | 229.072     |
| 12N  | 224.096     |
| 13A  | 230.784     |
| 13B  | 232.496     |
| 13C  | 234.208     |
| 13D  | 235.776     |
| 13E  | 237.488     |
| 13F  | 239.200     |